# 艾伦·威克
艾伦·唐纳德·威克，CBE（1921年8月2日—2013年7月12日）是一名英國記者及著名BBC節目主持，在20世紀50年代因主持威克的世界系列節目而聞名。2013年7月因支氣管肺炎在澤西島逝世。